# 彼土利
彼土利（希伯来语：בתואל，意为“house of God”）天主教思高聖經譯貝突耳，是《圣经·创世纪》中的人物，他是一个亚兰人，是拿鹤（Nahor）和密迦（Milcah）的小儿子，亚伯拉罕的侄子，拉班和利百加的父亲。 

## 在圣经中
彼土利在圣经中一共出现了9次，全部是在创世纪中。
彼土利住在巴旦亚兰（Padan-aram） ，他的叔叔亚伯拉罕派遣老仆人到自己出生的地方为儿子以撒寻找一个妻子。老仆人在拿鹤的城外井边遇见了彼土利的女儿利百加 。老仆人告诉利百加的家人，他幸运地遇见了亚伯拉罕的亲戚，彼土利的女儿。拉班和彼土利回答说， “这事乃出于耶和华，我们不能向你说好说歹。看哪，利百加在你面前，可以将她带去，照着耶和华所说的，给你主人的儿子为妻。”